# Olanivan
Olanivan es una isla situada en Filipinas, adyacente a la de Mindanao. Corresponde al término municipal de Sarangani perteneciente a  la provincia de Dávao del Sur situada en la Región Administrativa de Dávao, también denominada Región XI.

## Geografía

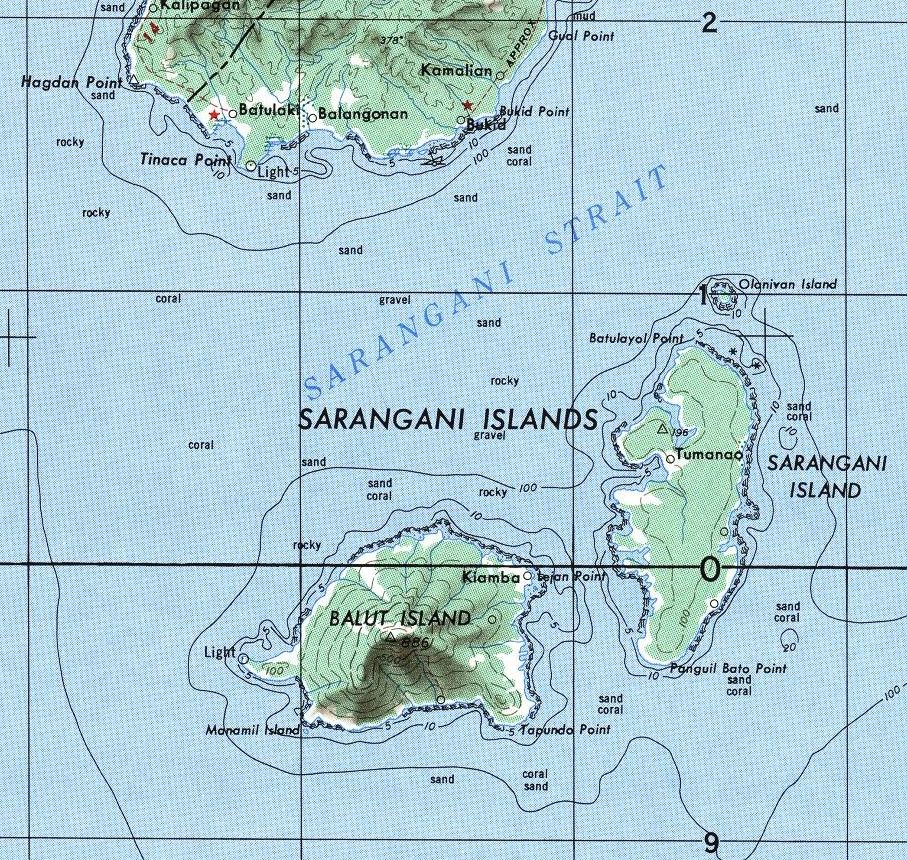
Isla de Olanivan, fragmento hoja NB 51-12 Caburan.

Junto con Balut y Sarangani forma  un grupo de  islas adyacentes al extremo meridional de Mindanao, municipio de Trinidad, separadas por el estrecho de Sarangani que conecta  el mar de Filipinas, al este, con el mar de Célebes, al oeste.
Islote de forma casi circular con un diámetro aproximado de 500 metros. Dista 10 km de la costa de Mindanao, punta Bukid y 2 km de la de Sarangani, punta Batulayol.

## Localidades
Administrativamente corresponde al barrio de Patuco.